# Löhningen
Löhningen ist eine politische Gemeinde des Kantons Schaffhausen in der Schweiz.

## Geographie
Löhningen liegt im Klettgau am Fusse des Randen. Es grenzt im Norden, Osten und Süden an Beringen, im Süden und Westen an Neunkirch und im Westen an Siblingen. Der Gemeindebann von 682,7 Hektaren teilt sich neben der Siedlungsfläche in 420 ha Kulturland, 256 ha Wald und 11 ha Rebland auf. Über die Hälfte des Waldes ist im Besitz der Gemeinde.
Gewässer:
- Fochtelgraben, Mündung 430 m ü. M. Quelle 447 m ü. M.
- Wydenbach, Mündung 439 m ü. M. Quelle 448 m ü. M.

Der Fochtelgraben ist ca. 4 km lang und der Wydenbach ist ca. 1,5 km lang.

## Geschichte

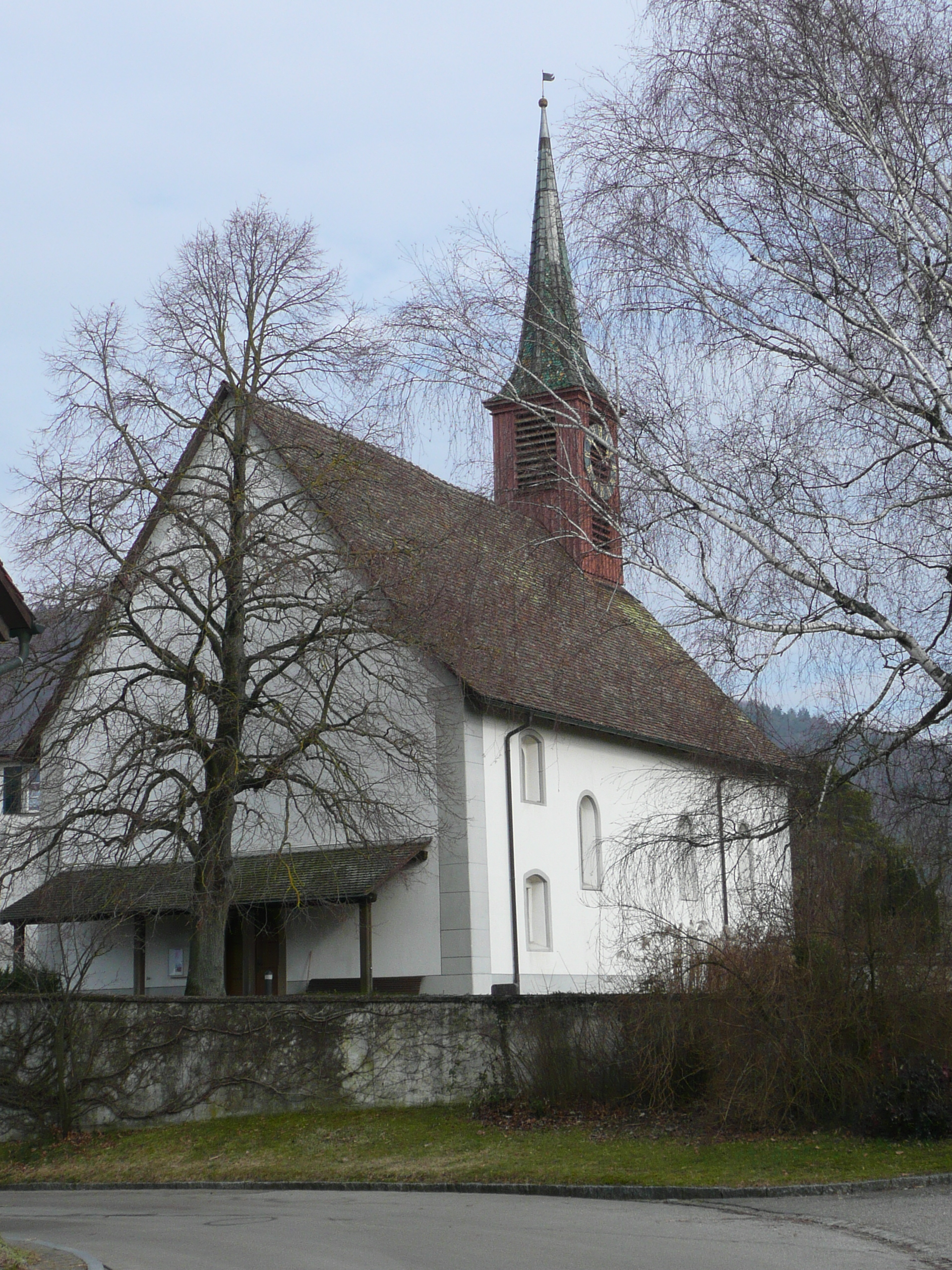
Kirche von Löhningen

Löhningen ist die von allen Ortschaften des Kantons zuerst erwähnte Siedlung, die schon mit der Urkunde vom Jahr 779 über die Schenkung einer Gebalinda de Loninga an das Kloster St. Gallen vorkommt. 1112 wurde in Urkunden das Geschlecht derer von Löhningen erwähnt, als Grundherrschaften, die von 1100 bis 1400 in der Stadt Schaffhausen wohnten. Weiter sind in den alten Schriften 1112 und 1131 ein Bernhart von Löhningen und im ältesten Güterbeschrieb 1150, ein Fräulein Berthe von Löhningen erwähnt. Das Geschlecht derer von Löhningen trat wieder auf in Zusammenhang mit den Landvergabungen an das Spital zum Heiligen Geist Schaffhausen, das damit, neben dem Frauenkloster und diversen Adeligen zum grössten Grundbesitzer im Dorf wurde. Ebenso erhielt das Spital das Patronatsrecht der Kirchen mit den entsprechenden Pflichten aber auch dem Bezugsrecht des Zehnten. An diese Steuerabgabe für die Bauern erinnert immer noch der Name Zehntenkeller, ein Anbau an die Spitaltrotte, der im Jahr 1997 der Weinbaugenossenschaft Löhningen von der Gemeinde zur Nutzung als Weinstube überlassen wurde. Die engen Verhältnisse zur Kirche blieben bis in das Jahr 1881 bestehen.
Anlässlich der Reformation ging der Klosterbesitz an die Stadt Schaffhausen über, die ab 1529 auch die Gerichtsbarkeit über Löhningen und Guntmadingen hatte. Die Bauern bewirtschafteten den Grund im Lehnsverhältnis. Erste Löhninger Familiennamen tauchen im 15. Jahrhundert in den Akten auf. 1439 ein Müller als Lehnsträger des Klosters Paradies, 1466 ein Wälti Walter, 1489 Hans Walter als Vogt auf dem Meierhof. Bis heute repräsentieren die Geschlechter Müller, Walter und Spörndli zur Hauptsache die alte Löhninger Bürgerschaft.
Ab 1493 trat Löhningen als Gemeinde auf für innere Angelegenheiten. Die älteste Gemeindeverfassung geht auf das Jahr 1654 zurück: „Ordnung und Satzung der Hirten, Vorster, Messmer und Nachtwächter einer ehrsamen Gemeinde Löhnungen“. Der Wandel vom Untervogt zum Municipalitäts-Präsidenten vollzog sich während der Französischen Revolution 1798. Er wurde 1803 zur Kollegialbehörde zum Gemeindegericht und ab 1831 zum Gemeinderat.

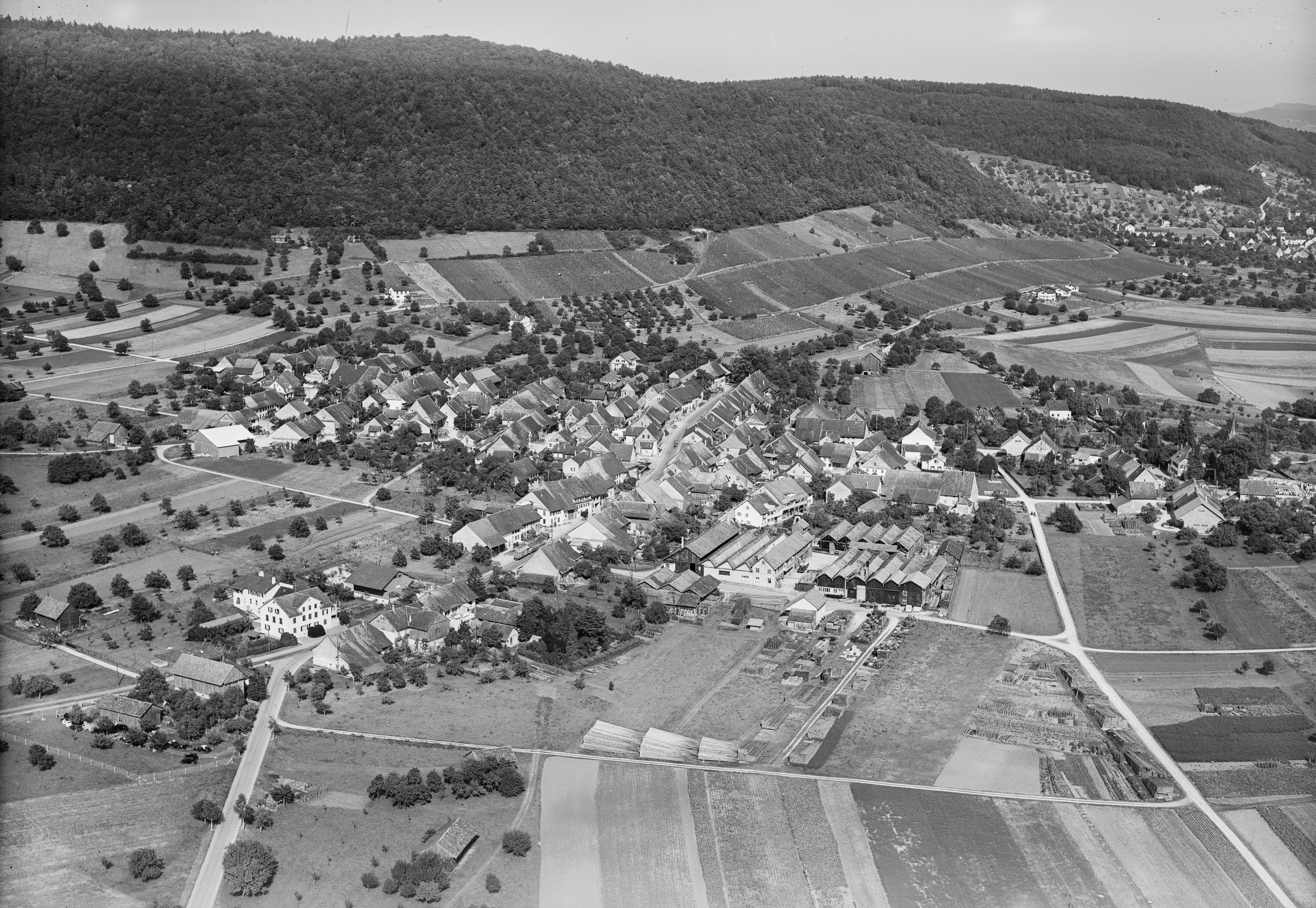
Historisches Luftbild von Werner Friedli von 1953

## Wappen
Blasonierung
Geteilt von rot mit grünem, dreiblättrigem Kleeblatt und von schwarz mit zwei grünen Schräglinksbalken.
Im 16. Jahrhundert finden sich unterschiedliche Darstellungen für das Wappen der Gemeinde. Einmal ist dies die Gestalt des heiligen Petrus mit Schlüssel, ein anderes Mal ein schwarzer Adler. 1606 findet sich eine Scheibe, auf der eine weisse Pflugschare auf blauem Grund dargestellt ist. Auf dem ersten, erhaltenen Siegel der Gemeinde von 1815 befindet sich die mit der Spitze nach unten gerichtete Pflugschare. Bei der Bereinigung des Wappens 1949 wurde, um Verwechslungen mit anderen Gemeinden zu vermeiden, die das gleiche Symbol führten, vorgeschlagen, eine Verbindung des Wappens des Klosters Paradies und der Schaffhauser Standesfarben zu wählen.

## Bevölkerung
Der Strukturwandel hat sich in Löhningen deutlich und nachhaltig durchgesetzt. Das ehemalige Bauerndorf hat sich zu einer Wohngemeinde mit gesundem Gewerbe gewandelt. Der Landwirtschaft sind gerade noch ein halbes Dutzend Vollerwerbsbetriebe erhalten geblieben. Die übrigen Betriebe bewirtschaften ihr Land viehlos im Nebenerwerb.
Die Stadtnähe, die gute Wohnqualität, die gute verkehrstechnische Erschliessung und der im Kantonsvergleich moderate Steuerfuss haben das Dorf stark wachsen lassen. Heute zählt die Einwohnergemeinde 1136 Personen, davon 90 Ausländer. Die Gemeinde blieb von den grossen Auswanderungswellen um 1900 weitgehend verschont. Die Einwohnerzahl nahm lediglich von 1850 bis 1910 von 845 auf 672 ab, um dann bis 1980 mit 771 Niedergelassenen mehr oder weniger konstant zu bleiben. Etwa seit 1990 wirkte sich die Stadtflucht aus und die neuen Einfamilienhausquartiere liessen die Einwohnerzahl um fünfzig Prozent zunehmen. In der gleichen Zeitspanne verdreifachten sich die Steuereinnahmen auf heute gut 2,5 Millionen SFr, trotz sehr tiefem Steuerfuss.
Die Gemeinde pflegte stets gute Beziehungen zu der Nachbargemeinde Beringen. Die Dorfkirche am südlichen Dorfrand teilen sich Löhningen und Guntmadingen seit je. Ab der sechsten Primarklasse besuchen die Löhninger Jugendlichen die Schule in Beringen. 2002 wurden die Feuerwehren der drei Gemeinden auf Initiative Löhningens zum Wehrdienstverband Klettgau zusammengefasst. Das Dorf kann auf eine gute zeitgemässe Infrastruktur zurückgreifen, ein Lebensmittelladen, und viele weitere kleine und mittlere Unternehmen in unmittelbarer Nähe stehen zur Verfügung. Ein Grossteil der Einwohnerschaft ist engagiert in einem der vielen sportlichen oder kulturellen Vereine (Turnverein, VBG Klettgau, Musikgesellschaft, Freie Radler, uvm.), was wiederum die Integration der Neuzuzüger erleichtert.

## Evangelisch-reformierte Kirchgemeinde
Die evangelisch-reformierte Kirchgemeinde Löhningen-Guntmadingen gehört zur evangelisch-reformierten Kirche des Kantons Schaffhausen, sie umfasst die Gemeinde Löhningen und den Ortsteil Guntmadingen der Gemeinde Beringen. Diese Regelung wurde nach der Fusion der politischen Gemeinde Guntmadingen mit der Gemeinde Beringen beibehalten.
Trotz grosser Mutationen (vor allem in der Gemeinde Löhningen) blieb die Zahl der Mitglieder in den letzten Jahren mehr oder weniger konstant, bei etwas über 900. Gut 760 davon wohnen in Löhningen und knapp 140 in Guntmadingen.
Kirche und Pfarrhaus befinden sich in Löhningen. Aktuell arbeitet der Pfarrer an einem Nachmittag pro Woche im ehemaligen Schulhaus in Guntmadingen, um den Guntmadingern einen einfacheren Zugang zu ermöglichen.

## Verkehr

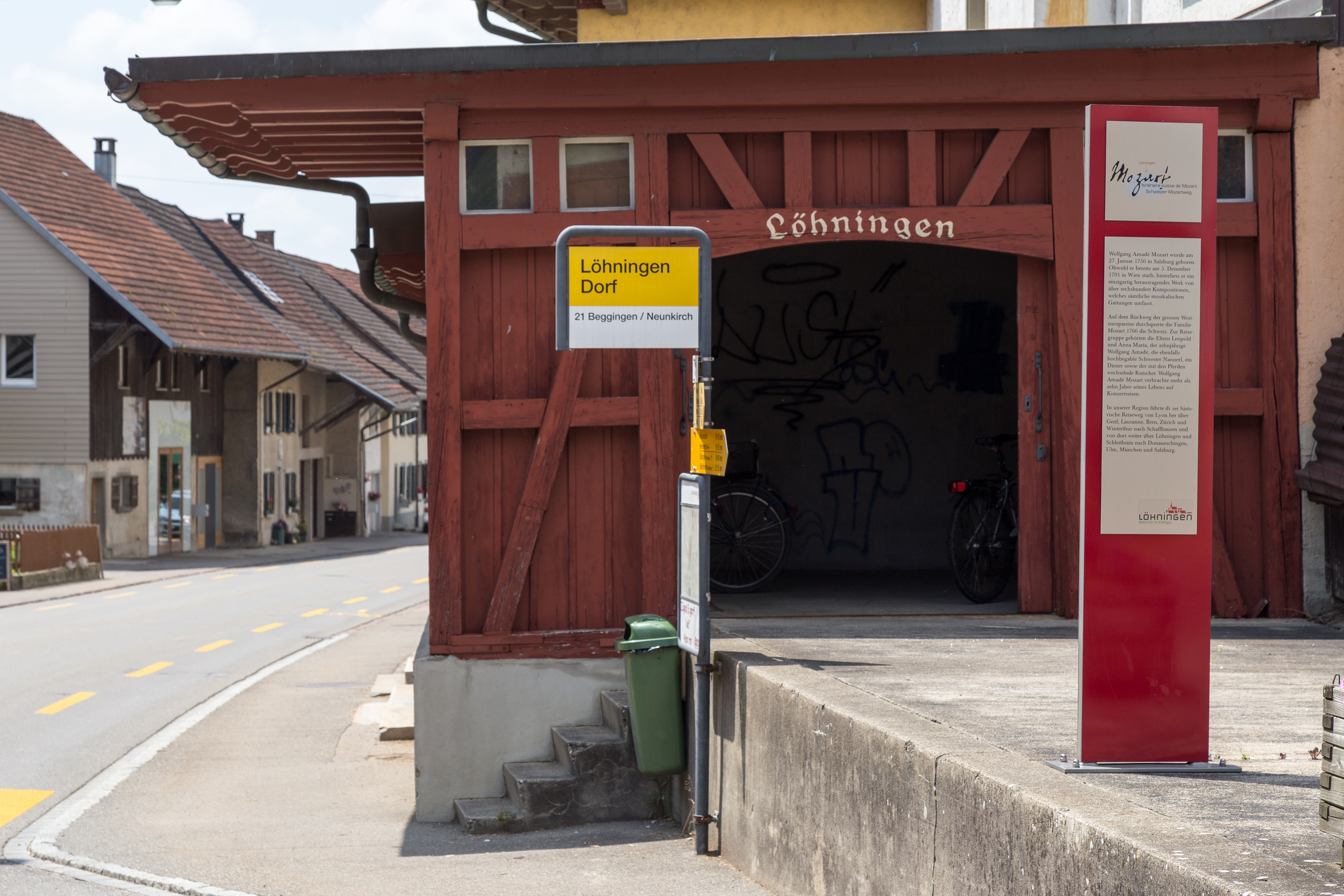
Bus-Haltestelle Löhningen Dorf (Mozart kam mit der Kutsche)

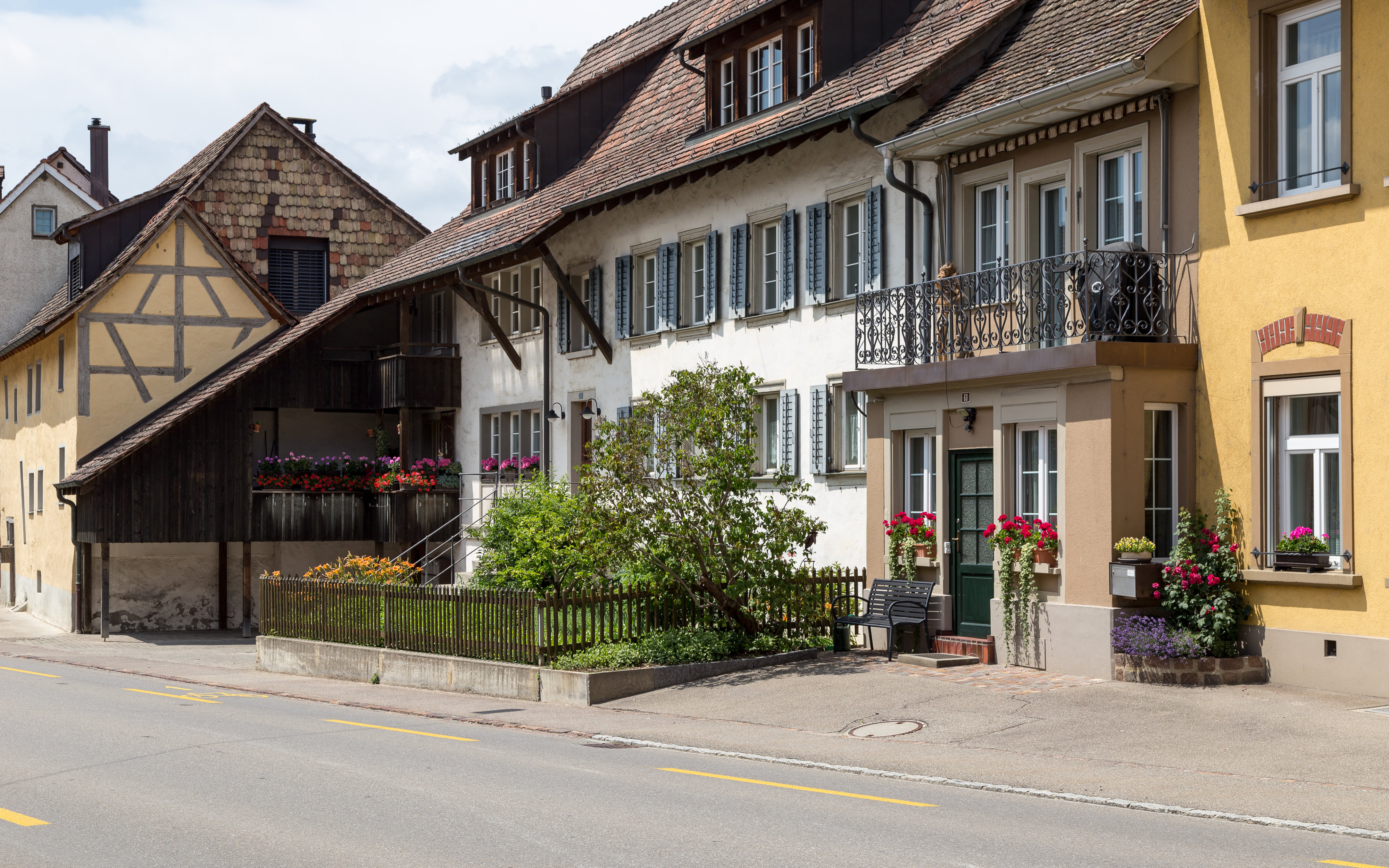
Häuser an der Hauptstrasse

Löhningen liegt an der Hauptstrasse N 14 von Neuhausen am Rheinfall nach Stühlingen.
Linienbusse (Regionallinie 21) verbinden halbstündlich Löhningen mit Schaffhausen und Beggingen bzw. Neunkirch. Zur Hauptverkehrszeit verkehren Zusatzbusse auf dem Streckenabschnitt Siblingen-Beringerfeld mit Anschluss an die S-Bahn nach Schaffhausen.
Die stark befahrene Hauptstrasse mitten durchs Dorf hat schon öfter zu Diskussionen über Verkehrsberuhigende Massnahmen geführt, nicht zuletzt, weil der Schul- und Kindergartenweg für viele Kinder über die Hauptstrasse führt.

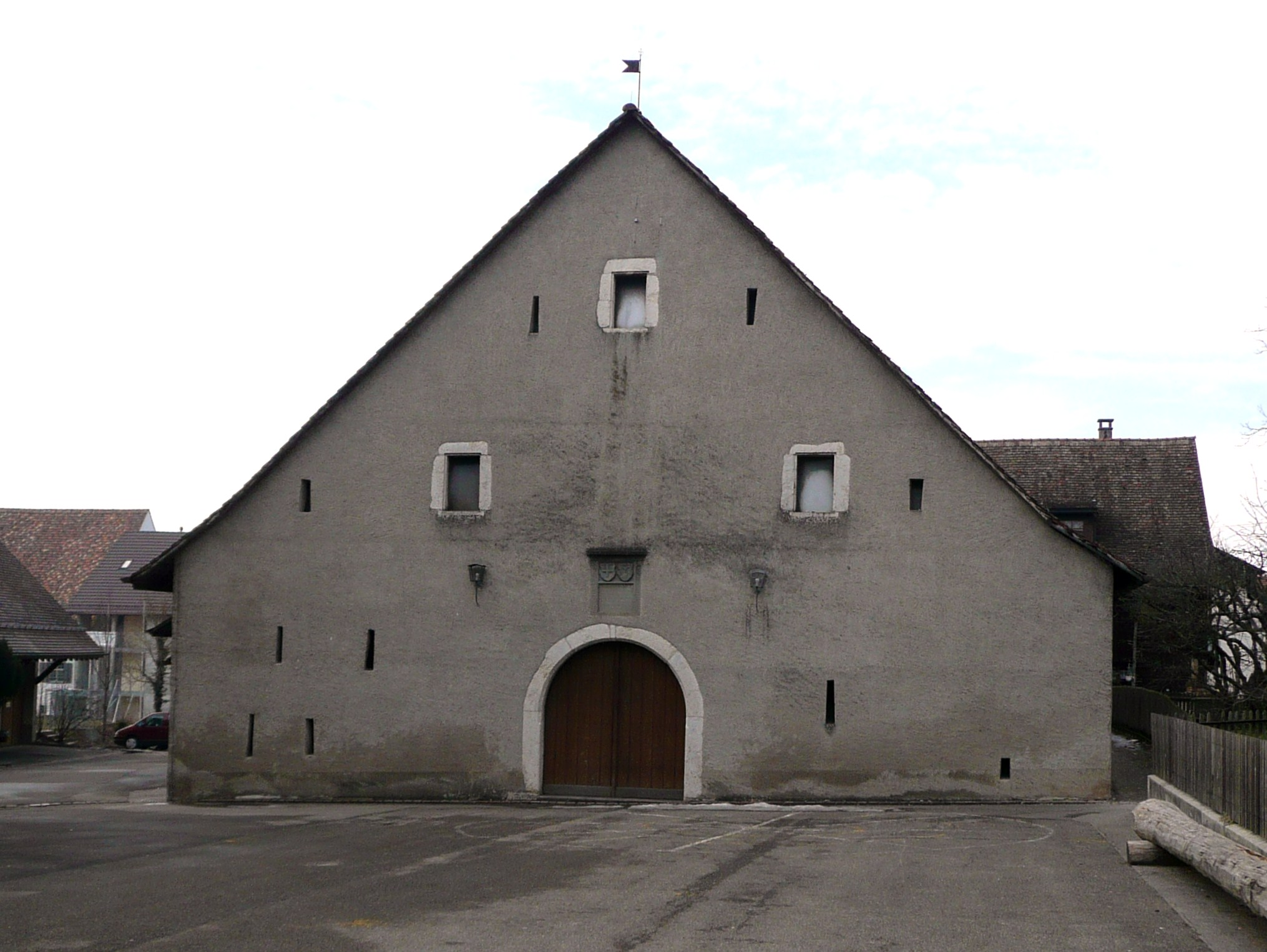
Spitaltrotte in Löhningen

## Bildung
Ab 4 Jahren besuchen die Kinder einen der beiden Kindergärten im Oberdorf.
Das Schulhaus der Primarschule befindet sich im Unterdorf, gleich neben der Gemeindekanzlei. 2015 wurde gegenüber dem alten Schulhaus der Neubau "Steinegger" eingeweiht. In ihm befinden sich 4 Schulzimmer mit Gruppenräumen. Im Herbst 2018 wurde im Mehrzweckraum ein Makerspace eingerichtet.
Den 1. und 2. Zyklus (Kindergarten bis 6. Klasse) besuchen die Schülerinnen und Schüler in Löhningen, den 3. Zyklus absolvieren sie an der Orientierungsschule in der Nachbargemeinde Beringen.
Löhningen ist eine geleitete Schule mit integrativer Schulform. Diverse Angebote wie Hausaufgabenhilfe, Begabten- und Begabungsförderung, Logopädie, Psychomotorik oder ein Mittagstisch ergänzen den Schulalltag.

## Sehenswürdigkeiten
Sehenswert ist die Spitaltrotte aus dem Jahr 1604 mit der immer noch funktionstüchtigen Baumpresse von 1713. Jeweils am letzten Wochenende im September findet auf dem Areal das Trottenfest (Herbstfest) statt.

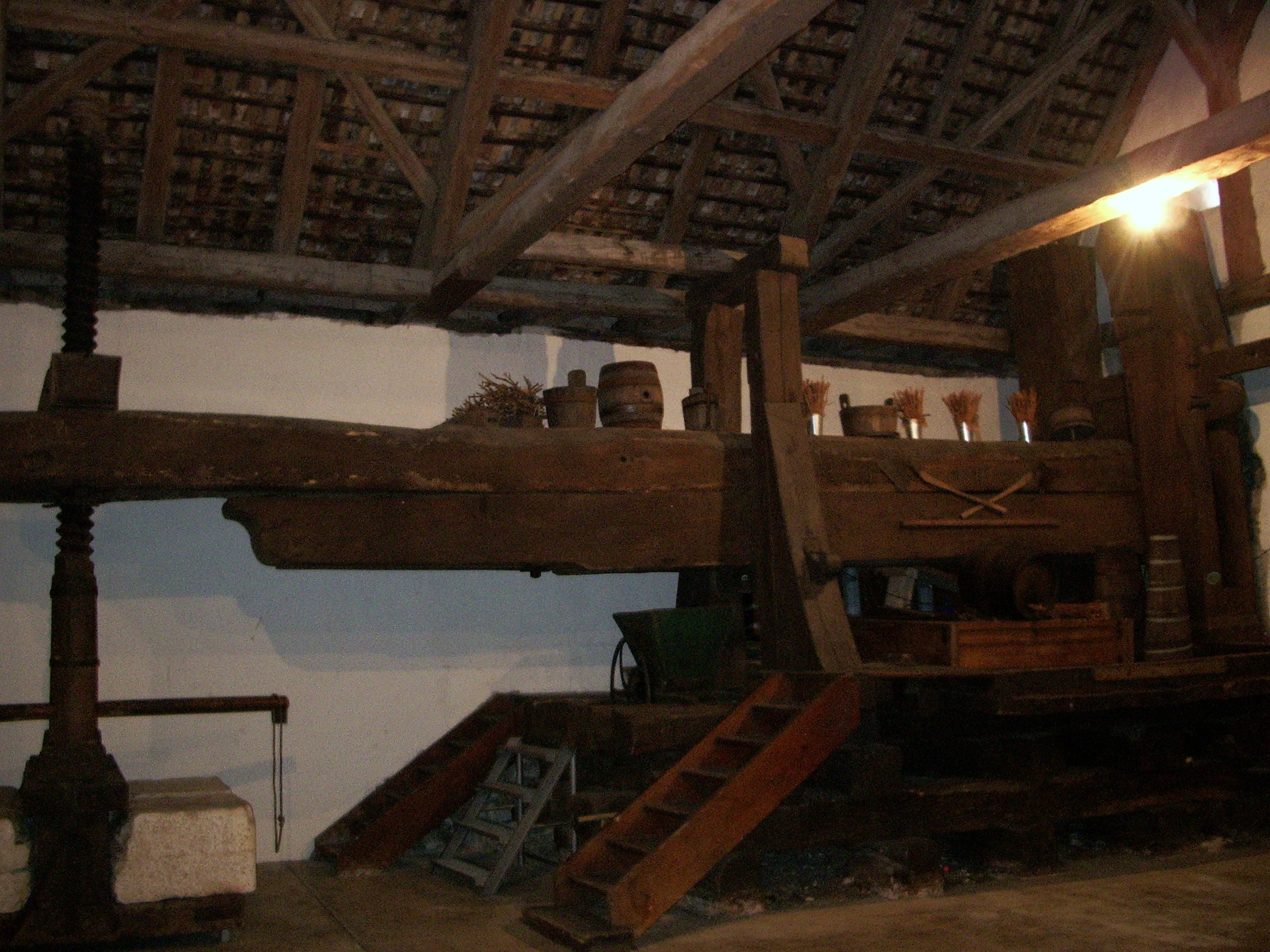
Baumpresse in der Spitaltrotte

## Persönlichkeiten
- Benno II. von Osnabrück (um 1020–1088), Bischof, Berater Heinrichs IV. und Baumeister
- Jakob Werner (1861–1944), mittellateinischer Philologe und Bibliothekar
- Aemilius Müller (1901–1989), Farbtheoretiker, Maler, Schriftsteller und Grafiker